# Vom Falken und dem Rebhuhn
Vom Falken und dem Rebhuhn ist eine Erzählung aus den Geschichten aus Tausendundeine Nacht. In der Arabian Nights Encyclopedia ist sie als ANE 48 gelistet. (→ Tausendundeine Nacht – Liste der Geschichten) Sie ist eine Binnengeschichte in der größeren Geschichte vom Wolf und dem Fuchs.
In der Fabel bereut ein Rebhuhn seine Gutgläubigkeit und ein Falke seinen Wortbruch.

## Handlung
Eines Tages stieß ein Falke auf ein Rebhuhn hinab. Doch als er es gepackt hatte, gelang es dem Huhn sich aus den Klauen des Falken zu befreien und in sein Nest zu fliehen, wo es sich verbarg. Da kam der Falke zum Nest und erklärte dem Huhn, er habe aus der Luft gesehen, dass das Huhn hungrig auf dem Feld war und er Mitleid mit ihm bekommen habe. Er habe Körner für das Huhn gepickt und habe es nur festhalten wollen, damit es fresse. Da glaubte das Huhn dem Falkan gutgläubig und kam aus seinem Nest, woraufhin sich der Falke sofort auf es stürzte. Das Huhn jammerte und verfluchte den Falken, er möge für seinen lügnerischen Wortbruch von Gott verflucht werden und das Fleisch des Huhns zu Gift werden. Da fraß der Falke das Huhn, und tatsächlich verwandelte Gott dessen Fleisch im Magen des Falken zu Gift, sodass sowohl das Huhn für seine Gutgläubigkeit, als auch der Falke für seinen Wortbruch den Tod fanden.

## Hintergrund
Die Geschichte findet sich unter den frühen Druckausgaben von Tausendundeine Nacht unter anderem in der Bulaq I und Kalkutta-II-Edition, nicht aber in der Breslauer Ausgabe. Kalkutta-II-Edition, aus der Richard Francis Burton und Enno Littmann es in ihre Sammlungen aufnahmen.

## Ausgaben
- Richard Francis Burton: Arabian Nights, Burton Club, 1900 (Erstausgabe 1885–1888), Band 3, S. 138f.
- Enno Littmann: Die Erzählungen aus den tausendundein Nächten, Insel Verlag, Frankfurt 1968, Band 2, S. 257f.